# Herczeg Miklós
Herczeg Miklós, (Zalaszentgrót, 1974. március 26. –) válogatott labdarúgó, csatár.

## Pályafutása

### A válogatottban
1994 és 2000 között 12 alkalommal szerepelt a válogatottban. Tagja volt az 1996-os atlantai olimpián részt vevő csapatnak.

## Sikerei, díjai
- Magyar bajnokság
  - bajnok: 1997–98
  - 3.: 1998–99
- Magyar kupa
  - győztes: 2002
  - döntős: 1998

## Statisztika

### Mérkőzései a válogatottban
| Magyarország | Magyarország        | Magyarország                | Magyarország   | Magyarország | Magyarország | Magyarország       | Magyarország | Magyarország |
| #            | Dátum               | Helyszín                    | Hazai          | Eredmény     | Vendég       | Kiírás             | Gólok        | Esemény      |
| ------------ | ------------------- | --------------------------- | -------------- | ------------ | ------------ | ------------------ | ------------ | ------------ |
| 1.           | 1994. május 18.     | Győr, Rába ETO Stadion      | Magyarország   | 2 – 2        | Horvátország | barátságos         | -            | 46'          |
| 2.           | 1994. június 8.     | Brüsszel, Heysel Stadion    | Belgium        | 3 – 1        | Magyarország | barátságos         | -            | 75'          |
|              | 1996. július 21.    | Orlando, Citrus Bowl (USA)  | Nigéria        | 1 – 0        | Magyarország | olimpiai D csoport | -            | 76'          |
|              | 1996. július 23.    | Miami, Orange Bowl (USA)    | Brazília       | 3 – 1        | Magyarország | olimpiai D csoport | -            |              |
| 3.           | 1998. március 25.   | Bécs, Ernst Happel Stadion  | Ausztria       | 2 – 3        | Magyarország | barátságos         | -            | 81'          |
| 4.           | 1998. május 27.     | Nyíregyháza, Városi Stadion | Magyarország   | 1 – 0        | Litvánia     | barátságos         | -            | 73'          |
| 5.           | 1998. november 18.  | Budapest, Üllői úti Stadion | Magyarország   | 2 – 0        | Svájc        | barátságos         | -            | 76'          |
| 6.           | 1999. április 28.   | Budapest, Népstadion        | Magyarország   | 1 – 1        | Anglia       | barátságos         | -            | 90'          |
| 7.           | 1999. június 5.     | Bukarest, Steaua Stadion    | Románia        | 2 – 0        | Magyarország | Eb-selejtező       | -            | 76'          |
| 8.           | 1999. szeptember 4. | Vaduz, Rheinpark Stadion    | Liechtenstein  | 0 – 0        | Magyarország | Eb-selejtező       | -            | 75'          |
| 9.           | 1999. szeptember 8. | Budapest, Üllői úti Stadion | Magyarország   | 3 – 0        | Azerbajdzsán | Eb-selejtező       | -            | 74'          |
| 10.          | 1999. október 9.    | Lisszabon, Estádio da Luz   | Portugália     | 3 – 0        | Magyarország | Eb-selejtező       | -            | 76'          |
| 11.          | 2000. április 26.   | Belfast, Windsor Park       | Észak-Írország | 0 – 1        | Magyarország | barátságos         | -            | 76'          |
| 12.          | 2000. augusztus 16. | Budapest, Népstadion        | Magyarország   | 1 – 1        | Ausztria     | barátságos         | -            | 70'          |
|              | Összesen            |                             |                | 12           | mérkőzés     |                    | 0            | gól          |